# Institutionen för data- och systemvetenskap (Stockholms universitet)

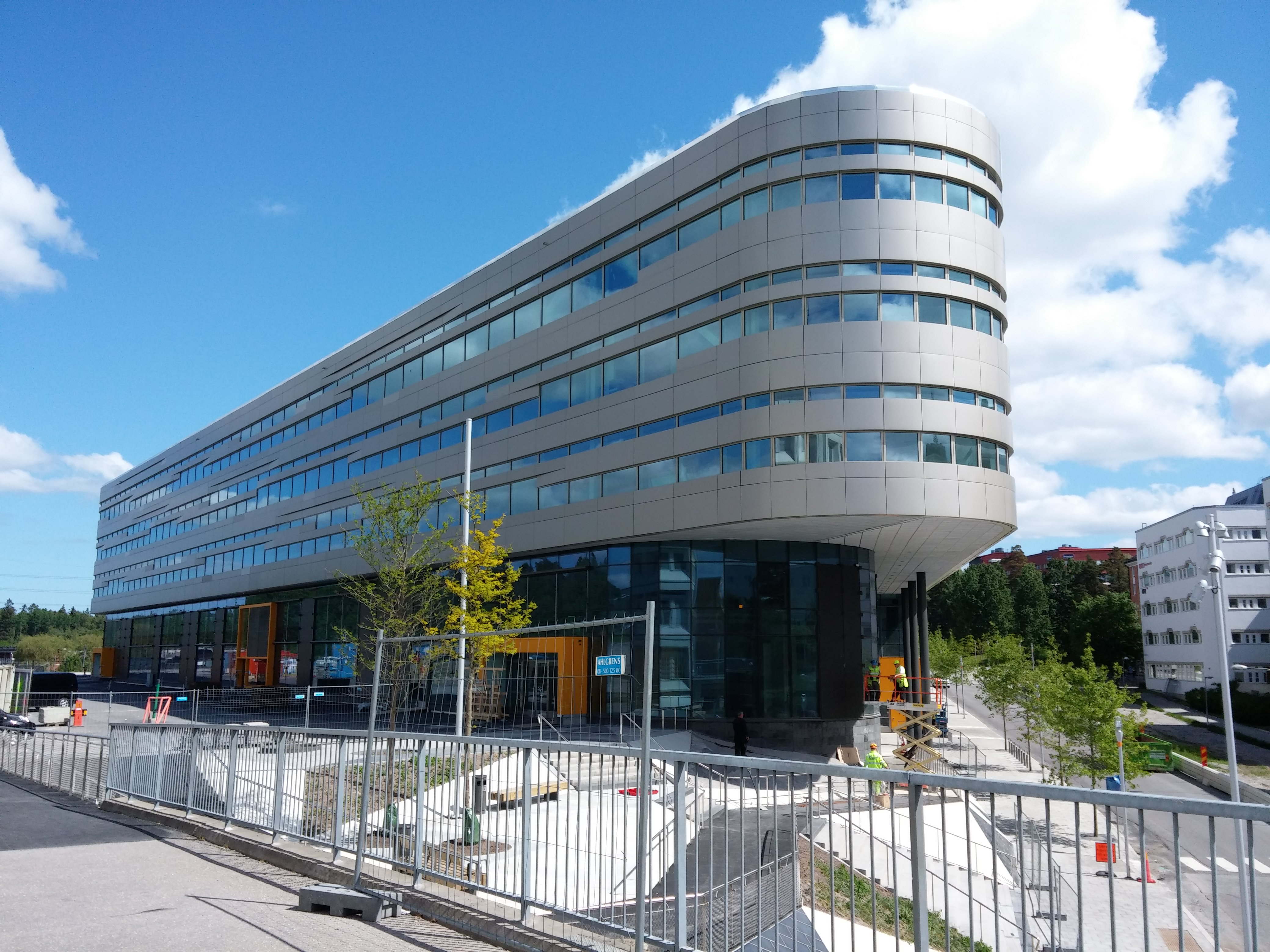
Nodhuset i Kista.

Institutionen för data- och systemvetenskap (DSV) bildades 1966 och tillhör den Samhällsvetenskapliga fakulteten vid Stockholms universitet. DSV är Sveriges äldsta institution inom IT-området. Institutionen hette ursprungligen ADB Institutionen. ADB står för administrativ databehandling. Med närmare 200 anställda och 5 000 studenter är DSV också Stockholms universitets största institution.
I april 1963 tillsatte Universitetskanslern en kommission för att utreda behovet av utbildning i administrativ databehandling, vilket resulterade i en rapport i november 1964 som rekommenderade att instifta ADB som akademisk disciplin. De första kurserna i ämnet Informationsbehandling med specialisering mot metoder för administrativ databearbetning som senare skulle delas i ADB, informatik och systemvetenskap, gavs i Sverige hösten 1966 vid Stockholms universitet i nära samarbete med Kungliga Tekniska högskolan. Initiativtagare till kurserna var Janis Bubenko och Börje Langefors. Innehållet i kurserna motsvarade det som vid engelska universitet vid denna tid kallades Information Systems.
DSV ligger sedan 2014 i Nodhuset – Kista Nod – i stadsdelen Kista i Stockholm. DSV har en studentkår som heter DISK.